# Sergej Vinogradskij
Sergej Nikolajevitj Vinogradskij (ryska: Сергей Николаевич Виноградский), född 13 september 1856 (gamla stilen: 1 september) i Kiev, död 25 februari 1953 i Brie-Comte-Robert, departementet Seine-et-Marne, var en rysk mikrobiolog.
Vinogradskij kallades 1890 till medarbetare vid institutet för experimentell medicin i Sankt Petersburg, utnämndes 1902 till direktor för detsamma och blev senare professor i bakteriologi vid högskolan Institut russe i Paris. Han behandlade i många arbeten frågor inom bakteriologins område och belyste därvid särskilt svavelbakterierna liksom de organismer, som är verksamma vid nitrifikationen och vid upptagandet av kväve ur luften. Han invaldes 1902 som ledamot av franska Vetenskapsakademien, 1919 av Royal Society och 1934 som utländsk ledamot av svenska Vetenskapsakademien.